# Federación Catalana del PSOE
La Federación Catalana del PSOE o Federación Socialista Catalana fue la federación del Partido Socialista Obrero Español en Cataluña, cuyas primeras agrupaciones surgieron entre 1880 y 1882.

## Historia

### Primera etapa
En 1888, la Federación impulsó la creación de la UGT en Barcelona. Posteriormente, ya entrado el siglo XX, en 1908, Antoni Badia y Antoni Fabra participaron en la constitución de la «Confederació Regional de Societats de Resistència-Solidaritat Obrera». Los dirigentes y miembros de la Federación participaron activamente en la huelga de 1909 de Barcelona, Semana Trágica. La posterior represión dejó al partido desorganizado; pero surgió un nuevo impulso, a finales del año siguiente (1910) con el nombramiento de Josep Recasens como secretario general.
En 1923 sufrió una escisión, la Unió Socialista de Catalunya (USC), por parte de un grupo de militantes que defendían una mayor atención a la cuestión nacional catalana, defendiendo el derecho al autogobierno. En 1933, ya durante la Segunda República, participó en la formación de la Alianza Obrera.  
En julio de 1936 la federación participó en la fundación del Partido Socialista Unificado de Cataluña (PSUC), junto a otras organizaciones de orientación socialista y comunista. Ello supuso la desaparición del PSOE en Cataluña como fuerza política propia, cayendo bajo la órbita comunista buena parte de su antigua militancia.

### Reactivación durante el Franquismo
Durante el régimen franquista, el PSOE se reconstruyó en la clandestinidad en Cataluña, manteniendo relaciones con el Moviment Socialista de Catalunya. Militantes destacados del PSOE en Cataluña como Juan García, actuaron en estrecha colaboración con militantes del MSC en acciones clandestinas provocadas por la represión, como las huelgas de tranvías de 1951 y 1957 en Barcelona. Terminada la etapa franquista en la década de 1970, el PSOE reactivó una nueva federación en Cataluña, bajo la dirección de Josep Maria Triginer.
La Federación Catalana del PSOE concurrió a las elecciones generales de 1977 en coalición con el Partit Socialista de Catalunya-Congrés (PSC-C) para el Congreso, bajo la denominación Socialistes de Catalunya, consiguiendo la candidatura 15 de los 47 escaños en juego (4 de ellos del PSOE). En el Senado, formó parte de la candidatura Entesa dels Catalans (aunque la lista obtuvo los 12 senadores en liza por las mayorías, ninguno de los candidatos pertenecía al PSOE). La coalición Socialistes de Catalunya fue el primer paso para la unificación del socialismo catalán que culminó un año después. El 16 de julio de 1978, en un Congreso celebrado en Barcelona, la Federación se agrupó con Partit Socialista de Catalunya-Congrés y el Partit Socialista de Catalunya-Reagrupament formando el Partido de los Socialistas de Cataluña, partido político independiente que constituye el referente del Partido Socialista Obrero Español en Cataluña.

## Publicaciones
La Federación llegó a publicar tres semanarios portavoces: El Obrero, La Internacional y La Justicia Social. En 1931 —tras la proclamación de la Segunda República— desde la Federación socialista catalana se puso en marcha en Barcelona el diario La Tribuna Socialista, que sin embargo tuvo una corta vida.